# نور متان عبدي
نور متان عبدي (بالصومالية: Nuur Mataan Cabdi)‏ سياسي وقائد عسكري صومالي وشغل مقعدا في البرلمان الاتحادي الانتقالي الصومالي في بداية الألفينات، وكان أحد قادة الجيش الوطني الصومالي خلال الحرب الأهلية الصومالية، وقاد القوات الحكومية في معركة ضد مسلحي حركة الشباب في جرباهاري، أسفرت عن تحرير المدينة من الحركة.
في عام 2000، شغل نور متان منصب رئيس إدارة مقاطعة بلد حواء.